# 内申
| ウィキペディアには「内申」という見出しの百科事典記事はありません（タイトルに「内申」を含むページの一覧/「内申」で始まるページの一覧）。 代わりにウィクショナリーのページ「内申」が役に立つかもしれません。 |